# Pica (famiglia)
I Pica sono un'importante famiglia patrizia dell'Aquila, con ramificazioni a Milano e Prato. Dal XIX secolo la famiglia è conosciuta anche come Pica-Alfieri e dal 1922 risulta iscritta al libro d'oro della nobiltà italiana.
Alla famiglia è legato il deputato della destra storica Giuseppe Pica autore, nel 1863, della legge contro il brigantaggio, conosciuta appunto come legge Pica.

## Storia
Originaria dell'area di Forcona (corrispondente all'attuale Fossa), la famiglia si stabilisce all'Aquila sin dalla sua fondazione — avvenuta nel XIII secolo — ed è da subito iscritta all'ordine patrizio della città. Tra il XVI ed il XVII secolo ebbe in possesso i feudi di Arischia e di Ocre; quest'ultimo passò dai Pica ai Bonanni nel 1626. 
Abitazione principale dei Pica era il palazzo in via del Guastatore, conosciuto come palazzo Pica, e tuttora di proprietà della famiglia. Il palazzo è attestato come tale dal 24 novembre 1593, ovvero all'indomani del matrimonio tra Gian Giuseppe Pica e Vittoria Intervera. La famiglia disponeva anche del palazzo della Camera di Commercio, il cui proprietario storico fu Francesco Pica, dottore di legge.

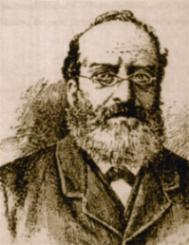
Giuseppe Pica, autore nel 1863 della legge Pica contro il brigantaggio.

Nei primi secoli successivi alla fondazione dell'Aquila, i Pica si impongono nel commercio dello zafferano, acquisendo così ricchezza e posizioni nell'establishment cittadino. I Pica, già baroni di Ocre, furono i protagonisti della guerra civile che visse la città dell'Aquila tra il 1620 e il 1640, che li vide alleati agli Alferi, ai Quinzi ed ai Rivera, in aperto conflitto con i Bonanni e i Testone. La contesa terminò con la pace, siglata nel 1626, che impose la vendita della terra di Ocre da parte di Alessandro Pica ad Andrea Bonanni, che ne divenne barone. Poco dopo ripresero gli scontri tra le fazioni e vi persero la vita Alessandro Testone e ancora dopo Andrea Bonanni, già Camerlengo della Città.
La famiglia riuscì a ritagliarsi una cospicua fetta di mercato anche in seguito alla crisi economica della città dovuta alla normalizzazione spagnola. Terminato il periodo d'oro del commercio dello zafferano, dal XVIII secolo i Pica tenderanno a trasformarsi in esponenti della libertà di toga.
Nel 1863, all'indomani della riunificazione dell'Italia, la famiglia diede il nome alla storica legge istituita per frenare il fenomeno del brigantaggio, la cosiddetta legge Pica, redatta dal deputato aquilano della  destra storica Giuseppe Pica.
Nel 1885 vi fu aggiunto il cognome Alfieri mediante regio decreto. Il legame con gli Alfieri — di origine lombarda ma stabilitisi in Abruzzo sin dal XII secolo — è dovuto al matrimonio tra Eusebia Alfieri e Giannanatonio Pica datato alla fine del XVIII secolo; a seguito di ciò il palazzo in piazza Santa Margherita, prese il nome di palazzo Pica Alfieri. Oltre agli Alfieri, tra gli altri, la famiglia è legata da importanti vincoli di parentela anche con i Camponeschi, i Bonanni ed i Porcinari.
Tra il XIX ed il XX secolo, per mezzo di Fabio Pica-Alfieri, un ramo della famiglia tornò a Milano stabilendosi poi, negli anni successivi, tra la Lombardia e la Svizzera italiana. All'attività di Ferdinando Pica-Alfieri, figlio del succitato Fabio, e di sua moglie Laura, è legata la fondazione Pica Alfieri, attiva dal 2006.

## Tavola genealogica
Di seguito l'albero genealogico della famiglia Pica.
|                 |                                             |                                                        |                                                                                       |                                                                                       |                                                     |                          |                                                                                  |                                                                                  |                                              |                                                                                 |                                                                                 |                                                    |                                 |             |                                  |                                  |                                    |                                    |                                |                              |                                       |                                       |
|                 |                                             |                                                        |                                                                                       |                                                                                       |                                                     |                          |                                                                                  |                                                                                  | Luigi Petricca Pica *1434 †1506              |                                                                                 |                                                                                 |                                                    |                                 |             |                                  |                                  |                                    |                                    |                                |                              |                                       |                                       |
|                 |                                             |                                                        |                                                                                       |                                                                                       |                                                     |                          |                                                                                  |                                                                                  |                                              |                                                                                 |                                                                                 |                                                    |                                 |             |                                  |                                  |                                    |                                    |                                |                              |                                       |                                       |
|                 |                                             |                                                        |                                                                                       |                                                                                       |                                                     |                          |                                                                                  |                                                                                  |                                              |                                                                                 |                                                                                 |                                                    |                                 |             |                                  |                                  |                                    |                                    |                                |                              |                                       |                                       |
|                 | Alessandro Pica                             | Alessandro Pica                                        |                                                                                       |                                                                                       |                                                     |                          |                                                                                  |                                                                                  |                                              |                                                                                 |                                                                                 |                                                    |                                 |             |                                  | Gian Alfonso Pica                | Gian Alfonso Pica                  | Giambattista Pica Chierico         | Giambattista Pica Chierico     |                              |                                       |                                       |
|                 |                                             |                                                        |                                                                                       |                                                                                       |                                                     |                          |                                                                                  |                                                                                  |                                              |                                                                                 |                                                                                 |                                                    |                                 |             |                                  |                                  |                                    |                                    |                                |                              |                                       |                                       |
|                 |                                             |                                                        |                                                                                       |                                                                                       |                                                     |                          |                                                                                  |                                                                                  |                                              |                                                                                 |                                                                                 |                                                    |                                 |             |                                  |                                  |                                    |                                    |                                |                              |                                       |                                       |
|                 | Claudio Pica                                | Claudio Pica                                           |                                                                                       |                                                                                       |                                                     |                          |                                                                                  |                                                                                  |                                              |                                                                                 |                                                                                 |                                                    |                                 |             | Giuseppe Pica poi divenuto prete | Giuseppe Pica poi divenuto prete | Gian Carlo Pica Oratore            | Gian Carlo Pica Oratore            |                                |                              |                                       |                                       |
|                 |                                             |                                                        |                                                                                       |                                                                                       |                                                     |                          |                                                                                  |                                                                                  |                                              |                                                                                 |                                                                                 |                                                    |                                 |             |                                  |                                  |                                    |                                    |                                |                              |                                       |                                       |
|                 |                                             |                                                        |                                                                                       |                                                                                       |                                                     |                          |                                                                                  |                                                                                  |                                              |                                                                                 |                                                                                 |                                                    |                                 |             |                                  |                                  |                                    |                                    |                                |                              |                                       |                                       |
|                 | Alessandro Pica Barone di Ocre fino al 1626 | Alessandro Pica Barone di Ocre fino al 1626            |                                                                                       |                                                                                       |                                                     |                          |                                                                                  |                                                                                  |                                              | Gian Giuseppe Pica ⚭ (1593) Vittoria di Fabio Intervera                         | Gian Giuseppe Pica ⚭ (1593) Vittoria di Fabio Intervera                         | Francesco Pica Dottore di legge                    | Francesco Pica Dottore di legge |             | Geronimo Pica                    | Geronimo Pica                    | Gian Luigi Pica ⚭ Giovanna Torrese | Gian Luigi Pica ⚭ Giovanna Torrese | Marcantonio Pica               | Marcantonio Pica             | Pietropaolo Pica ⚭ Lucrezia Ciampella | Pietropaolo Pica ⚭ Lucrezia Ciampella |
|                 |                                             |                                                        |                                                                                       |                                                                                       |                                                     |                          |                                                                                  |                                                                                  |                                              |                                                                                 |                                                                                 |                                                    |                                 |             |                                  |                                  |                                    |                                    |                                |                              |                                       |                                       |
|                 |                                             |                                                        |                                                                                       |                                                                                       |                                                     |                          |                                                                                  |                                                                                  |                                              |                                                                                 |                                                                                 |                                                    |                                 |             |                                  |                                  |                                    |                                    |                                |                              |                                       |                                       |
|                 | Giovannantonio Pica Dottore di legge        | Giovannantonio Pica Dottore di legge                   |                                                                                       |                                                                                       |                                                     |                          |                                                                                  |                                                                                  |                                              | Carlo Pica                                                                      | Carlo Pica                                                                      |                                                    |                                 |             | Ferrante Pica                    | Ferrante Pica                    |                                    |                                    | Gaspare Pica *1591 Assassino   | Gaspare Pica *1591 Assassino |                                       |                                       |
|                 |                                             |                                                        |                                                                                       |                                                                                       |                                                     |                          |                                                                                  |                                                                                  |                                              |                                                                                 |                                                                                 |                                                    |                                 |             |                                  |                                  |                                    |                                    |                                |                              |                                       |                                       |
|                 |                                             |                                                        |                                                                                       |                                                                                       |                                                     |                          |                                                                                  |                                                                                  |                                              |                                                                                 |                                                                                 |                                                    |                                 |             |                                  |                                  |                                    |                                    |                                |                              |                                       |                                       |
| Alessandro Pica | Alessandro Pica                             | Giovanni Pica                                          | Giovanni Pica                                                                         |                                                                                       |                                                     |                          |                                                                                  |                                                                                  |                                              | Giuseppe Pica poi divenuto Camerlengo e Sindaco dell'Aquila nel 1615 e nel 1620 | Giuseppe Pica poi divenuto Camerlengo e Sindaco dell'Aquila nel 1615 e nel 1620 | Annibale Pica                                      | Annibale Pica                   | Curzio Pica | Curzio Pica                      | Fabrizio Pica                    | Fabrizio Pica                      | Pietro Pica ⚭ Cornelia Massimi     | Pietro Pica ⚭ Cornelia Massimi |                              |                                       |                                       |
|                 |                                             |                                                        |                                                                                       |                                                                                       |                                                     |                          |                                                                                  |                                                                                  |                                              |                                                                                 |                                                                                 |                                                    |                                 |             |                                  |                                  |                                    |                                    |                                |                              |                                       |                                       |
|                 |                                             |                                                        |                                                                                       |                                                                                       |                                                     |                          |                                                                                  |                                                                                  |                                              |                                                                                 |                                                                                 |                                                    |                                 |             |                                  |                                  |                                    |                                    |                                |                              |                                       |                                       |
|                 |                                             | Giovannantonio Pica ⚭ Chiara Porcinari                 | Giovannantonio Pica ⚭ Chiara Porcinari                                                |                                                                                       |                                                     |                          |                                                                                  |                                                                                  |                                              | Giambattista Pica                                                               | Giambattista Pica                                                               |                                                    |                                 |             |                                  |                                  |                                    |                                    |                                |                              |                                       |                                       |
|                 |                                             |                                                        |                                                                                       |                                                                                       |                                                     |                          |                                                                                  |                                                                                  |                                              |                                                                                 |                                                                                 |                                                    |                                 |             |                                  |                                  |                                    |                                    |                                |                              |                                       |                                       |
|                 |                                             |                                                        |                                                                                       |                                                                                       |                                                     |                          |                                                                                  |                                                                                  |                                              |                                                                                 |                                                                                 |                                                    |                                 |             |                                  |                                  |                                    |                                    |                                |                              |                                       |                                       |
|                 | Ferrante Pica                               | Ferrante Pica                                          | Giovanni Pica *1756 ⚭ Anna Maria Carascosa                                            | Giovanni Pica *1756 ⚭ Anna Maria Carascosa                                            |                                                     |                          |                                                                                  |                                                                                  |                                              | Giuseppe Pica                                                                   | Giuseppe Pica                                                                   |                                                    |                                 |             |                                  |                                  |                                    |                                    |                                |                              |                                       |                                       |
|                 |                                             |                                                        |                                                                                       |                                                                                       |                                                     |                          |                                                                                  |                                                                                  |                                              |                                                                                 |                                                                                 |                                                    |                                 |             |                                  |                                  |                                    |                                    |                                |                              |                                       |                                       |
|                 |                                             |                                                        |                                                                                       |                                                                                       |                                                     |                          |                                                                                  |                                                                                  |                                              |                                                                                 |                                                                                 |                                                    |                                 |             |                                  |                                  |                                    |                                    |                                |                              |                                       |                                       |
|                 |                                             |                                                        | Giovannantonio Pica *1777†1851 Sindaco dell'Aquila dal 1810 al 1811 ⚭ Eusebia Alfieri | Giovannantonio Pica *1777†1851 Sindaco dell'Aquila dal 1810 al 1811 ⚭ Eusebia Alfieri |                                                     |                          |                                                                                  |                                                                                  |                                              | Giambattista Pica ⚭ Caterina Gentileschi                                        | Giambattista Pica ⚭ Caterina Gentileschi                                        |                                                    |                                 |             |                                  |                                  |                                    |                                    |                                |                              |                                       |                                       |
|                 |                                             |                                                        |                                                                                       |                                                                                       |                                                     |                          |                                                                                  |                                                                                  |                                              |                                                                                 |                                                                                 |                                                    |                                 |             |                                  |                                  |                                    |                                    |                                |                              |                                       |                                       |
|                 |                                             |                                                        |                                                                                       |                                                                                       |                                                     |                          |                                                                                  |                                                                                  |                                              |                                                                                 |                                                                                 |                                                    |                                 |             |                                  |                                  |                                    |                                    |                                |                              |                                       |                                       |
|                 |                                             |                                                        | Ignazio Ferdinando Pica Alfieri *1816†1891 ⚭ Almerinda Cacciarini                     | Ignazio Ferdinando Pica Alfieri *1816†1891 ⚭ Almerinda Cacciarini                     |                                                     |                          | Bernardino Pica *1752†1830 ⚭ Francesca De Felicis                                | Bernardino Pica *1752†1830 ⚭ Francesca De Felicis                                | Giacinta Pica *1755†1815 ⚭ Biagio Dragonetti | Giacinta Pica *1755†1815 ⚭ Biagio Dragonetti                                    | Giuseppe Pica *1756†1812 Canonico della cattedrale                              | Giuseppe Pica *1756†1812 Canonico della cattedrale | Luigi Pica                      | Luigi Pica  |                                  |                                  |                                    |                                    |                                |                              |                                       |                                       |
|                 |                                             |                                                        |                                                                                       |                                                                                       |                                                     |                          |                                                                                  |                                                                                  |                                              |                                                                                 |                                                                                 |                                                    |                                 |             |                                  |                                  |                                    |                                    |                                |                              |                                       |                                       |
|                 |                                             |                                                        |                                                                                       |                                                                                       |                                                     |                          |                                                                                  |                                                                                  |                                              |                                                                                 |                                                                                 |                                                    |                                 |             |                                  |                                  |                                    |                                    |                                |                              |                                       |                                       |
|                 |                                             | Giambattista Pica Alfieri *1844 ⚭ Maria Concetta Cappa | Giambattista Pica Alfieri *1844 ⚭ Maria Concetta Cappa                                | Ferdinando Pica Alfieri *1846 ⚭ Maria Anna Ciccotti                                   | Ferdinando Pica Alfieri *1846 ⚭ Maria Anna Ciccotti |                          | Giovan Battista Pica *1790†1872 ⚭ (1812) Nicolina Sardi Procuratore del Re       | Giovan Battista Pica *1790†1872 ⚭ (1812) Nicolina Sardi Procuratore del Re       |                                              |                                                                                 |                                                                                 |                                                    |                                 |             |                                  |                                  |                                    |                                    |                                |                              |                                       |                                       |
|                 |                                             |                                                        |                                                                                       |                                                                                       |                                                     |                          |                                                                                  |                                                                                  |                                              |                                                                                 |                                                                                 |                                                    |                                 |             |                                  |                                  |                                    |                                    |                                |                              |                                       |                                       |
|                 |                                             |                                                        |                                                                                       |                                                                                       |                                                     |                          |                                                                                  |                                                                                  |                                              |                                                                                 |                                                                                 |                                                    |                                 |             |                                  |                                  |                                    |                                    |                                |                              |                                       |                                       |
|                 |                                             |                                                        | Annibale Pica Alfieri *1880                                                           | Annibale Pica Alfieri *1880                                                           | Fabio Pica Alfieri *1880                            | Fabio Pica Alfieri *1880 | Giuseppe Pica *1813†1887 ⚭ (1882) Maria Adele De Luca Promotore della Legge Pica | Giuseppe Pica *1813†1887 ⚭ (1882) Maria Adele De Luca Promotore della Legge Pica |                                              |                                                                                 |                                                                                 |                                                    |                                 |             |                                  |                                  |                                    |                                    |                                |                              |                                       |                                       |

## Blasonatura
La blasonatura principale legata alla famiglia cita uno stemma inquartato nel 1º e 4º d'oro alla pica (uccello, simile alla gazza) di nero passante e movente dalla sinistra dello scudo, 2º e 3º d'argento a tre fasce ondate d'azzurro su argento.
Uno stemma secondario è citato come d'argento, contenente tre piche, al capo d'azzurro.

## Residenze
La famiglia ha posseduto storicamente alcune delle architetture principali dell'Aquila. La più importante è senz'altro il palazzo Pica Alfieri in piazza Santa Margherita che fu edificato su di una preesistenza rinascimentale dalla famiglia Alfieri, poi legatasi ai Pica. La residenza principale della famiglia è, invece, il palazzo Pica in via del Guastatore, con facciata su piazza IX Martiri, ancora oggi di proprietà degli eredi Clementi e Mortari. Adiacente al palazzo Pica è il palazzo Pica Angelini, storica sede della Camera di Commercio aquilana, dotato di facciata principale su corso Vittorio Emanuele e cortile retrostante quattrocentesco. Sempre su corso Vittorio Emanuele, nelle vicinanze di piazza del Duomo era, infine, il palazzo Pica Camponeschi, di cui i Pica conserveranno la proprietà sino al 1508, e sul cui sito è oggi il palazzo Cipolloni Cannella.